# Genvry
Genvry ist eine französische Gemeinde mit 330 Einwohnern (Stand: 1. Januar 2022) im Département Oise in der Region Hauts-de-France. Sie gehört zum Arrondissement Compiègne und zum Gemeindeverband Pays Noyonnais. 

## Geografie
Die Gemeinde Genvry liegt im Pays Noyonnais, etwa 35 Kilometer nordnordöstlich von Compiègne am Fluss Verse. Umgeben wird Genvry von den Nachbargemeinden Bussy im Nordwesten und Norden, Crisolles im Nordosten und Osten, Noyon im Süden sowie Beaurains-lès-Noyon im Westen. Im Süden hat Genvry einen großen Anteil an einem Gewerbepark.

## Bevölkerungsentwicklung
| Jahr                       | 1962 | 1968 | 1975 | 1982 | 1990 | 1999 | 2006 | 2013 | 2021 |
| -------------------------- | ---- | ---- | ---- | ---- | ---- | ---- | ---- | ---- | ---- |
| Einwohner                  | 176  | 239  | 277  | 306  | 308  | 454  | 699  | 321  | 332  |
| Quellen: Cassini und INSEE |      |      |      |      |      |      |      |      |      |

## Sehenswürdigkeiten

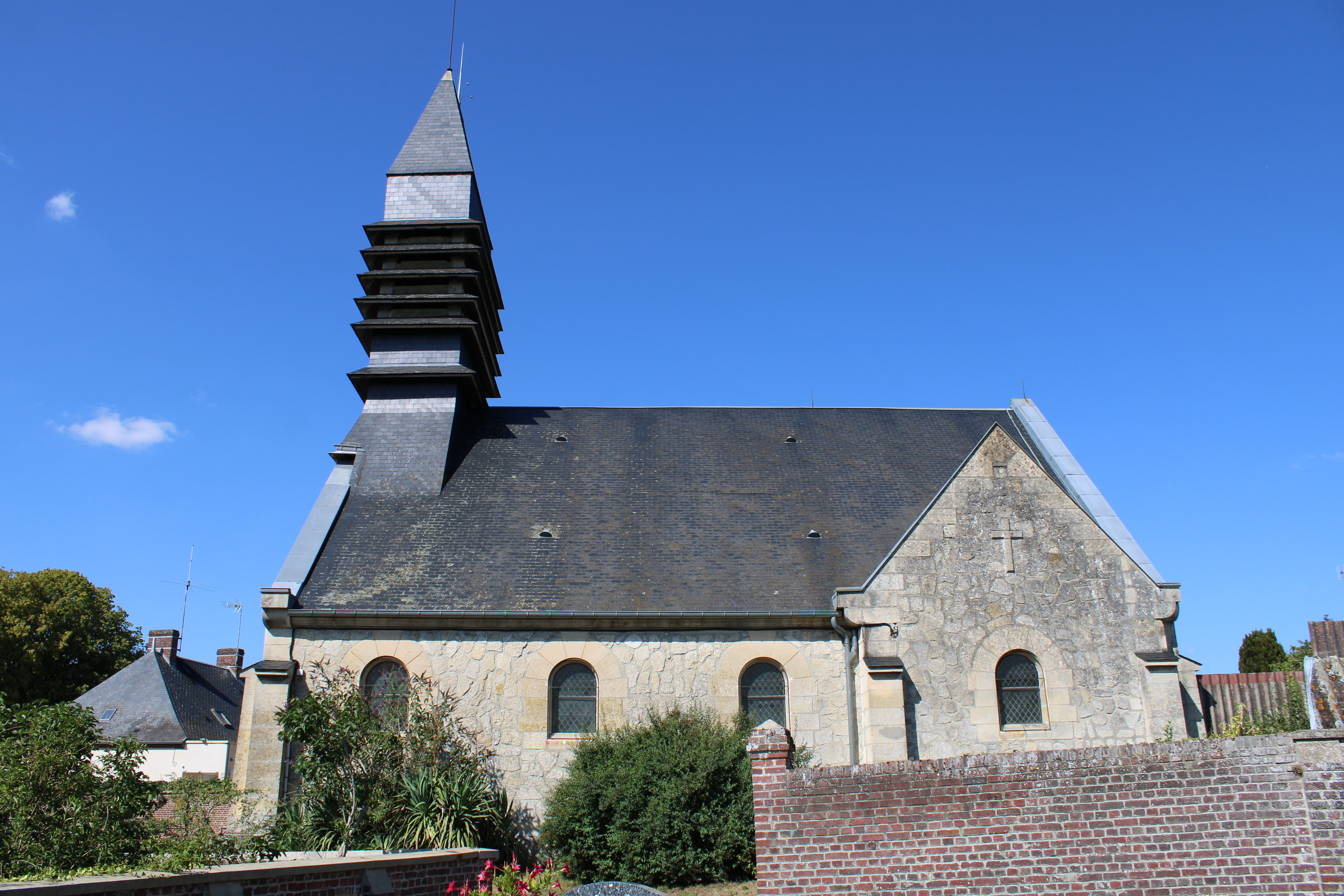
Kirche Saint-Clément
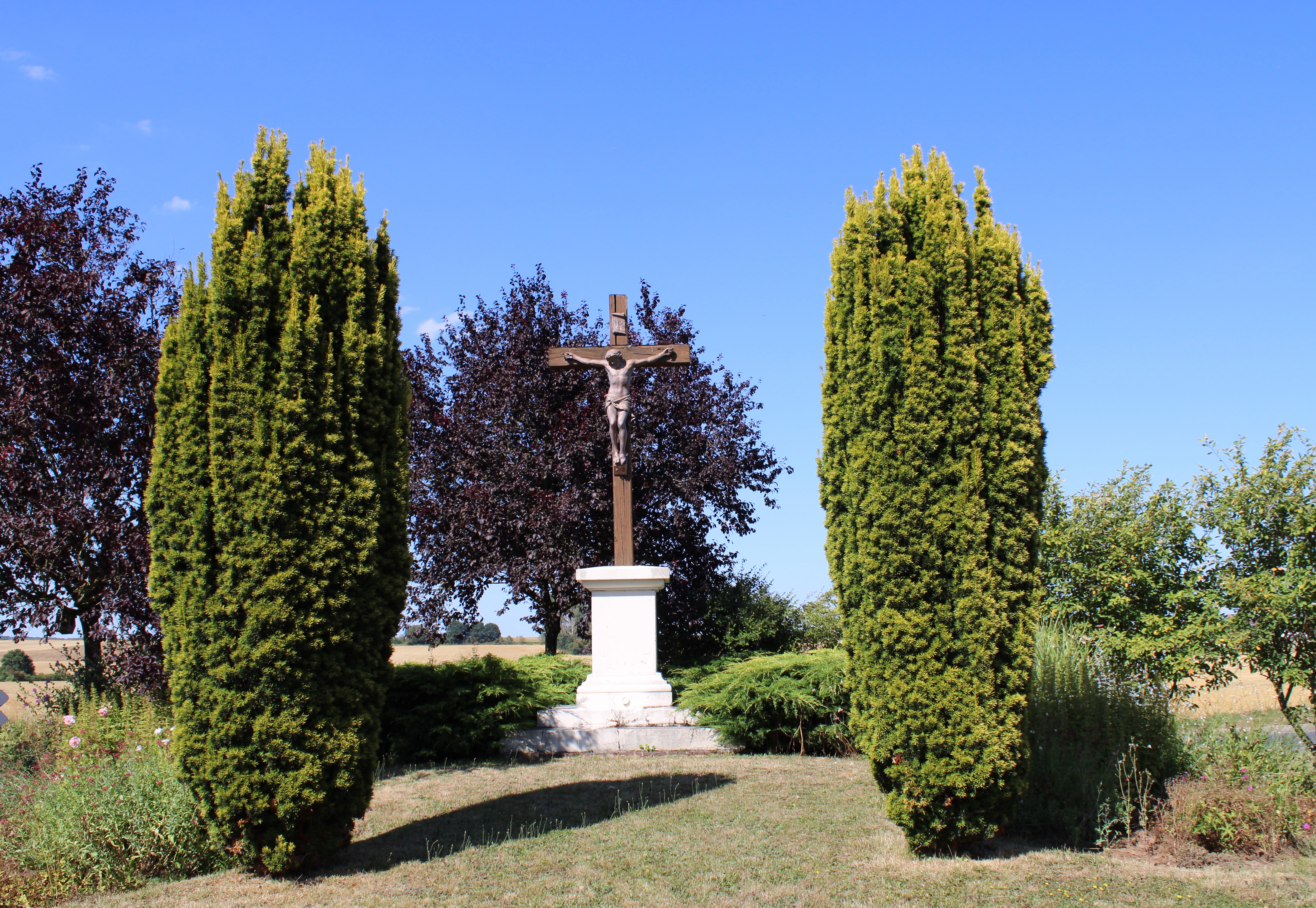
Calvaire
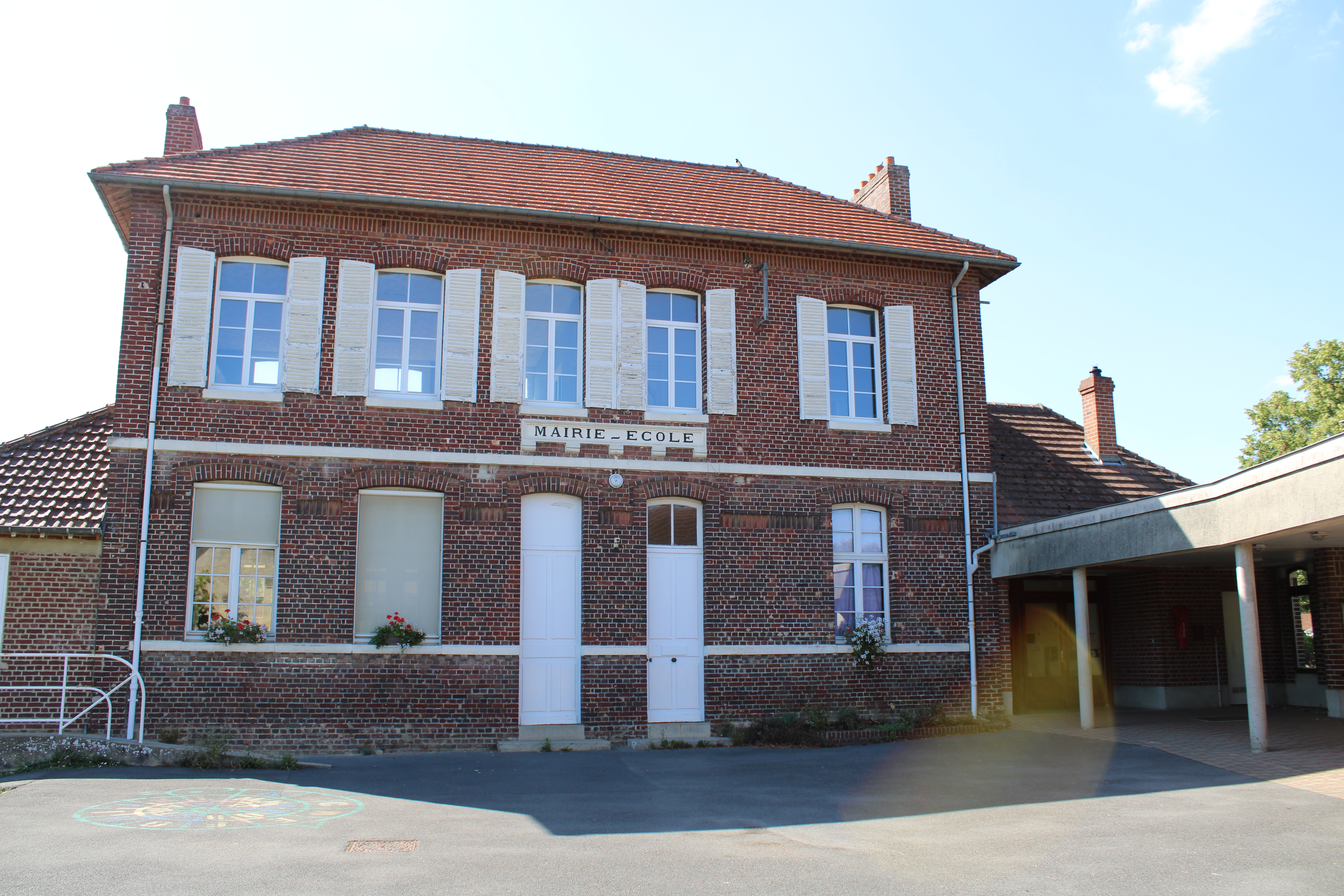
Schule
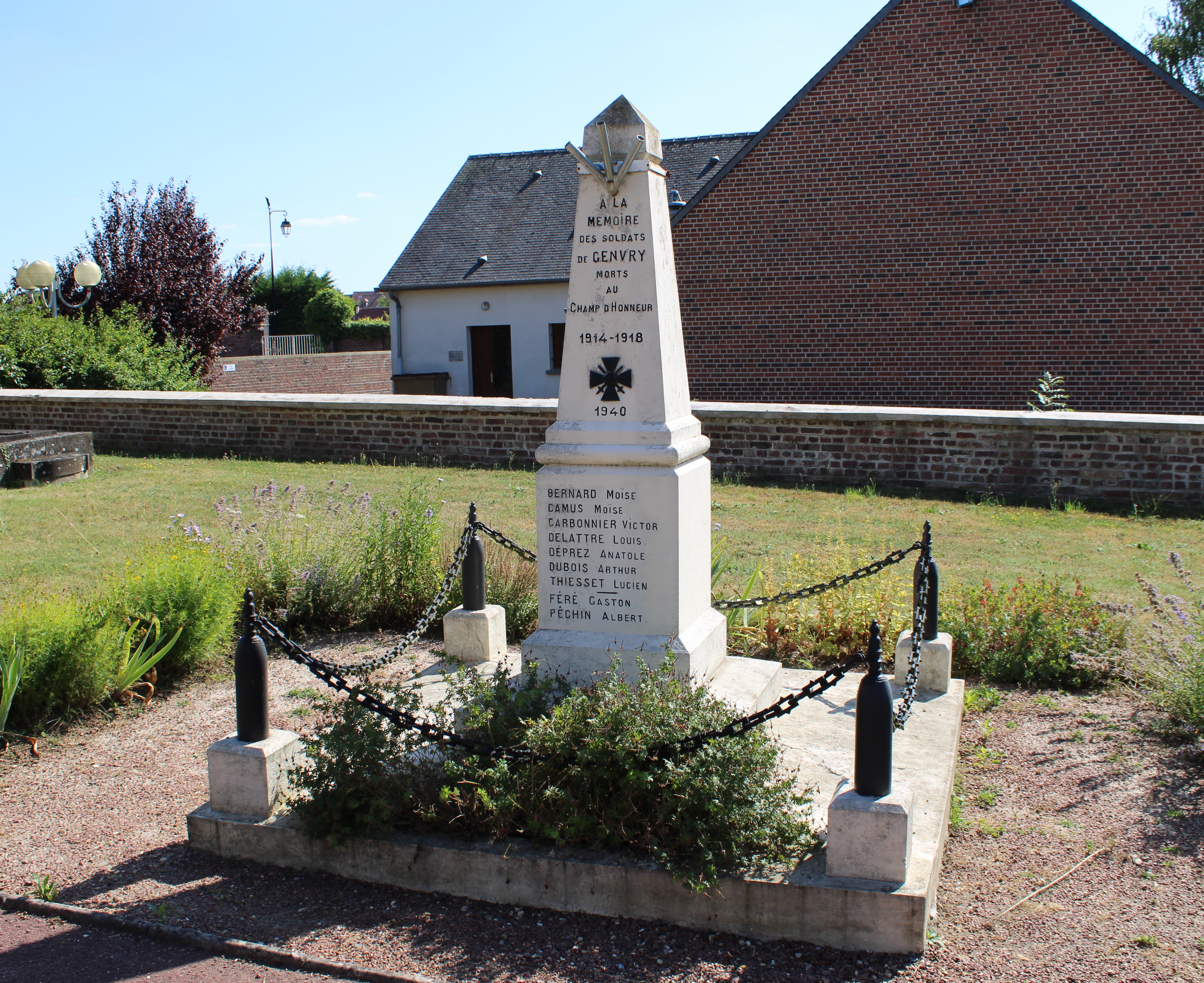
Gefallenendenkmal

- Wasserturm

- Kirche Saint-Clément
- Calvaire
- Schule
- Gefallenendenkmal